# Hans Wicki

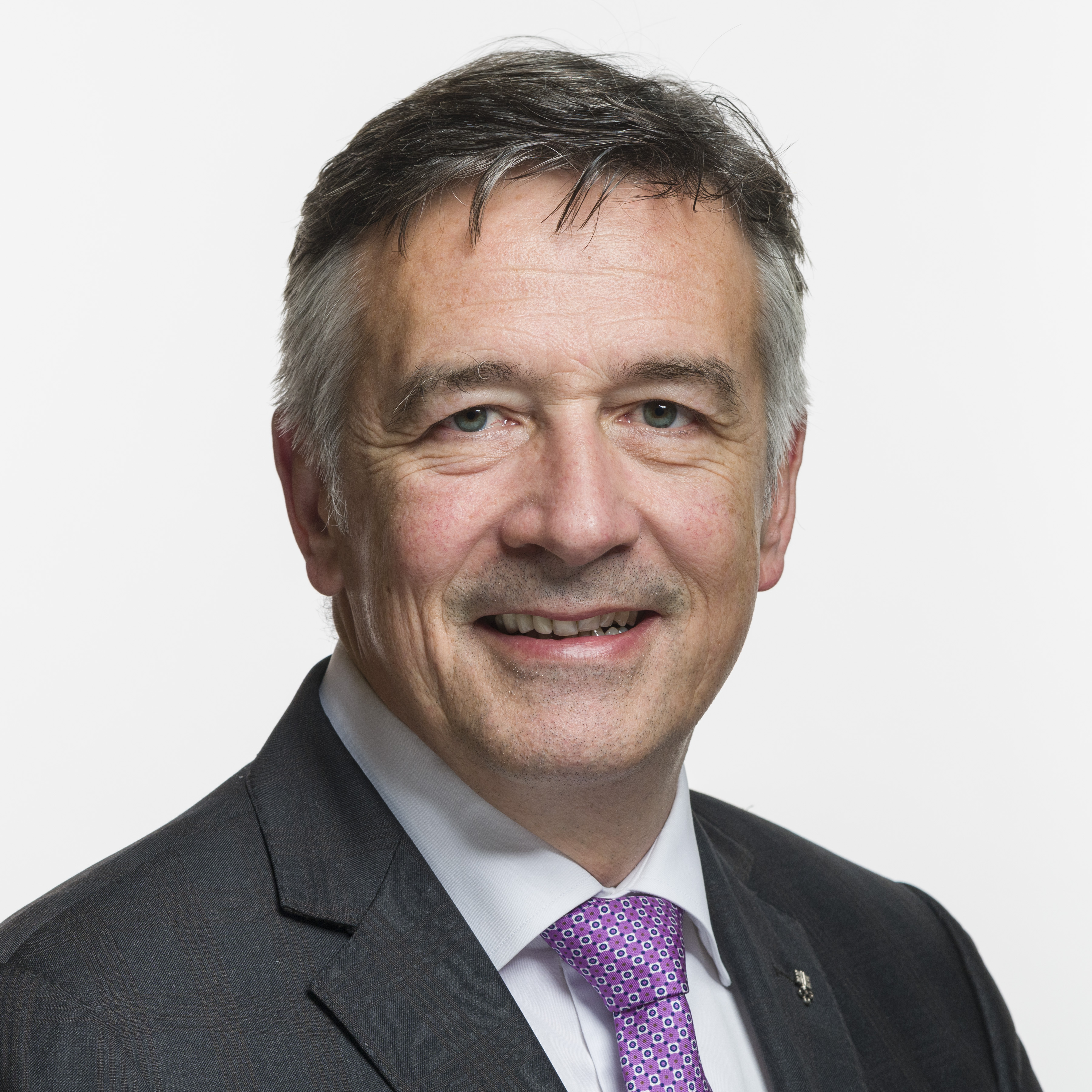
Hans Wicki (2019)

Hans Wicki (* 18. Februar 1964 in Luzern; heimatberechtigt in Menznau und Horw) ist ein Schweizer Politiker (FDP.Die Liberalen).

## Leben
Wicki ist in Hergiswil und Wolfenschiessen aufgewachsen. Er besuchte das Kollegium St. Fidelis in Stans. Von 1992 bis 1997 studierte er an der Universität Zürich Wirtschaftswissenschaften und schloss sein Studium mit dem Titel lic. oec. publ. ab.
Wicki war bei zwei Banken beschäftigt und war zuletzt Geschäftsführer eines Elektrotechnik-Unternehmens in der Schweiz und in Südafrika. Er war von 2000 bis 2010 Mitglied des Gemeinderates (Exekutive) von Hergiswil, den er von 2006 bis 2010 präsidierte. Ab Juli 2010 war er für sechs Jahre Regierungsrat des Kantons Nidwalden. Er amtierte dort als Baudirektor und als stellvertretender Finanzdirektor. Im Amtsjahr 2014/2015 war er Landesstatthalter, im Amtsjahr 2015/2016 Landammann. Bei den Wahlen am 18. Oktober 2015 wurde er in den Ständerat gewählt, das Amt trat er am 30. November 2015 an. Bei den Wahlen 2019 wurde er in stiller Wahl im Amt bestätigt. Bei den Ständeratswahlen 2023 wurde er erneut bestätigt.
Seit 2014 ist Wicki Mitglied des Verwaltungsrats und seit 2016 Verwaltungsratspräsident der Bergbahnen Engelberg-Trübsee-Titlis AG. Am 24. Oktober 2019 wurde Wicki zum Präsidenten von Seilbahnen Schweiz gewählt. Er setzt sich u. a. für mehr finanzielle Hilfe für die Beschneiung ein. Zudem wurde er Ende Januar 2020 zum Verwaltungsratspräsidenten der Grimselbahn AG gewählt.
Am 17. Oktober 2018 gab er sein Interesse an der Nachfolge von Johann Schneider-Ammann im Bundesrat bekannt und wurde am 16. November 2018 von der FDP Schweiz neben Karin Keller-Sutter offiziell als Bundesratskandidat nominiert. Bei der Wahl am 5. Dezember 2018 erhielt er 56 Stimmen; gewählt wurde die favorisierte Karin Keller-Sutter, und zwar im ersten Wahlgang mit 154 Stimmen.
Hans Wicki wohnt mit seiner Ehefrau Monika Wicki-Hess und seinen beiden Kindern in Hergiswil.